# Avraham Ravitz
Pour les articles homonymes, voir Ravitz.
Avraham Ravitz ( אברהם רביץ ), né le 13 janvier 1932 et mort le 26 janvier 2009, est un homme politique et député au parlement israélien, la Knesset.

## Biographie
Il est né à Tel-Aviv en 1934. Il étudie au collège d'Hébron.
Il se marie et a 12 enfants, il vit à Bayit VeGan, à Jérusalem.
Il a été élu à la Knesset en 1988. En 1990, il travaille au ministère de la Construction. 
En novembre 2008, il décide de quitter la politique. En janvier 2009, il est hospitalisé à Jérusalem et décède le 26 janvier 2009.